# Evander Holyfield
Evander Holyfield (Atmore, 19 ottobre 1962) è un ex pugile statunitense.
È considerato come uno dei pesi massimi e massimi leggeri più forti di sempre. Capace di diventare campione del mondo delle due categorie rispettivamente nel 1990 e 1988. Fu l'unico pugile che riuscì a vincere 2 volte contro Mike Tyson, e l'unico nella storia che ha conquistato il titolo di campione dei pesi massimi per 5 volte. 
La sua faida con Riddick Bowe, costituita da 3 incontri, è una delle più ricordate e leggendarie nella storia della boxe. Secondo The Ring è all'ottavo posto tra i migliori pesi massimi di sempre. 
Nel 2017 è stato introdotto nella International Boxing Hall of Fame. 

## Biografia
È il minore di 9 fratelli, nonché padre di ben 11 figli. In gioventù ha praticato il football americano, prima di dedicarsi alla boxe.
Gli enormi guadagni accumulati nel corso della sua carriera pugilistica, stimati tra i 250 e i 350 milioni di dollari, gli sono valsi il soprannome di «Real Deal».

## Carriera

### Attività amatoriale
Imbattuto per 184 incontri da dilettante, coronò la carriera vincendo il bronzo tra i massimi leggeri a Los Angeles 1984. Nel corso del torneo fu squalificato per un colpo scorretto ai danni di Kevin Barry. L'esordio professionistico avvenne il 15 novembre dello stesso anno, con una vittoria.

### Professionismo

#### 1986-1994: dai primi successi al temporaneo stop
Dal 1986 al 1988 Holyfield fu capace di riunire la corona dei massimi leggeri, aggiudicandosi il titolo in tre versioni differenti: Wba, Ibf e Wbc. Passato alla categoria superiore, ascese al primo posto del ranking; il 25 ottobre 1990 strappò la cintura a James Douglas, impostosi contro Mike Tyson nel febbraio precedente. Durante gli anni a venire respinse gli assalti di George Foreman (19 aprile 1991), Bert Cooper (22 novembre 1991) e Larry Holmes (19 giugno 1992).
Il 13 novembre 1992 venne spodestato da Riddick Bowe, trionfando tuttavia nella rivincita del 1993. Nell'aprile 1994, dopo una sconfitta con Michael Moorer, gli fu rinvenuta un'aritmia cardiaca tale da costringerlo ad una temporanea inattività. In quel momento, Holyfield contava un record di 30 vittorie e 2 sconfitte.

#### 1995-2001: dal ritorno alle sfide con Tyson, Lewis e Ruiz
Riprese la carriera già nel 1995, perdendo a 33 anni ancora contro Bowe. Il 9 novembre 1996 si confrontò invece con Tyson, per una sfida attesa già nel 1991 ma saltata a causa delle vicende giudiziarie di Iron Mike: la vittoria arrise a Holyfield, per un knock-out tecnico all'undicesima ripresa. La circostanza rappresentò la terza affermazione del pugile dell'Alabama tra i massimi, anche se la rivincita del 28 giugno 1997 assunse contorni grotteschi: Tyson fu squalificato al terzo round, dopo aver morso a sangue l'orecchio sinistro di Holyfield e danneggiando la cartilagine di quello destro.
Il 1999 fu invece l'anno del doppio match con Lennox Lewis, che fece dapprima registrare un pari e successivamente una controversa vittoria ai punti del canadese: quest'ultimo verdetto incontrò il disappunto di Holyfield. Il 12 agosto 2000 conquistò per la quarta volta il titolo della Wba, imponendosi sul portoricano John Ruiz: quest'ultimo fece poi sua la rivincita, il 3 marzo 2001. L'ultimo confronto tra i due andò in scena il 15 dicembre successivo, risolvendosi in parità.

#### 2002-2011: il decennio conclusivo
Ormai prossimo ai quarant'anni, nel 2002 ebbe la meglio su Hasim Rahman. Ad un anno dal combattimento con Ruiz, tentò un altro assalto al titolo che fallì per mano di Chris Byrd. Vani risultarono anche i tentativi contro James Toney nel 2003 e Larry Donald nel 2004. Proprio in seguito a tale sfida, la commissione di New York ne sospese la licenza per ragioni mediche. Holyfield non pose termine alla carriera, vincendo anche contro Lou Savarese nel 2007. Nel medesimo anno affrontò Sultan Ibragimov per il titolo, cedendo ai punti. Lo stesso esito fu quello del match con Nikolaj Valuev, nel dicembre 2008.
Dopo aver smentito la possibilità di un'ulteriore sfida con Tyson — ritiratosi, da parte sua, nel 2005 — sostenne, a 47 anni, un match con il più giovane Francois Botha: a dispetto dell'età avanzata, colse una vittoria in otto riprese ai danni del sudafricano. Aggiudicatosi per la quinta volta in carriera il titolo, lo difese contro Sherman Williams e Brian Nielsen ritirandosi infine nella primavera 2011.

## Risultati nel pugilato
| N. | Risultato | Record      | Avversario           | Tipo | Round, tempo  | Data              | Località                                         | Note |
| -- | --------- | ----------- | -------------------- | ---- | ------------- | ----------------- | ------------------------------------------------ | --- |
| 57 | Vittoria  | 44-10-2 (1) | Brian Nielsen        | TKO  | 10 (12), 2:49 | 5 maggio 2011     | Koncerthuset, Copenaghen, Danimarca              | |
| 56 | NC        | 43-10-2 (1) | Sherman Williams     | NC   | 3 (12), 3:00  | 22 gennaio 2011   | The Greenbrier, White Sulphur Springs, USA       | Difende il titolo WBF (Federation); No contest dopo che Holyfield si procurò un taglio a causa di una testata accidentale |
| 55 | Vittoria  | 43-10-2     | Francois Botha       | TKO  | 8 (12), 0:55  | 10 aprile 2010    | Thomas & Mack Center, Paradise, USA              | Vince il vacante titolo WBF dei pesi massimi                                                                              |
| 54 | Sconfitta | 42-10-2     | Nikolaj Valuev       | MD   | 12            | 20 dicembre 2008  | Hallenstadion, Zurigo, Svizzera                  | Per il titolo WBA dei pesi massimi                                                                                        |
| 53 | Sconfitta | 42-9-2      | Sultan Ibragimov     | UD   | 12            | 13 ottobre 2007   | Khodynka Arena, Mosca, Russia                    | Per il titolo WBO dei pesi massimi                                                                                        |
| 52 | Vittoria  | 42-8-2      | Lou Savarese         | UD   | 10            | 30 giugno 2007    | Don Haskins Center, El Paso, USA                 | |
| 51 | Vittoria  | 41-8-2      | Vinny Maddalone      | TKO  | 3 (10), 2:48  | 17 maggio 2007    | American Bank Center, Corpus Christi, USA        | |
| 50 | Vittoria  | 40-8-2      | Fres Oquendo         | UD   | 12            | 10 novembre 2006  | Alamodome, San Antonio, USA                      | Vince il titolo vacante USBA dei pesi massimi                                                                             |
| 49 | Vittoria  | 39-8-2      | Jeremy Bates         | TKO  | 2 (12), 2:56  | 18 agosto 2006    | American Airlines Center, Dallas, USA            | |
| 48 | Sconfitta | 38-8-2      | Larry Donald         | UD   | 12            | 13 novembre 2004  | Madison Square Garden, New York USA              | Per il vacante titolo NABC dei pesi massimi                                                                               |
| 47 | Sconfitta | 38-7-2      | James Toney          | TKO  | 9 (12), 1:42  | 4 ottobre 2003    | Mandalay Bay Events Center, Paradise, USA        | |
| 46 | Sconfitta | 38-6-2      | Chris Byrd           | UD   | 12            | 14 dicembre 2002  | Boardwalk Hall, Atlantic City, USA               | Per il titolo vacante IBF dei pesi massimi                                                                                |
| 45 | Vittoria  | 38-5-2      | Hasim Rahman         | TD   | 8 (12), 1:40  | 1 giugno 2002     | Boardwalk Hall, Atlantic City, USA               | Split TD per infortunio accidentale di Rahman                                                                             |
| 44 | Pareggio  | 37-5-2      | John Ruiz            | SD   | 12            | 15 dicembre 2001  | Foxwoods Resort Casino, Ledyard, USA             | Per il titolo WBA dei pesi massimi                                                                                        |
| 43 | Sconfitta | 37-5-1      | John Ruiz            | UD   | 12            | 3 marzo 2001      | Mandalay Bay Events Center, Paradise, USA        | Perde titolo WBA dei pesi massimi                                                                                         |
| 42 | Vittoria  | 37-4-1      | John Ruiz            | UD   | 12            | 12 agosto 2000    | Paris Las Vegas, Paradise, USA                   | Vince titolo vacante WBA dei pesi massimi                                                                                 |
| 41 | Sconfitta | 36-4-1      | Lennox Lewis         | UD   | 12            | 13 novembre 1999  | Thomas & Mack Center, Paradise, USA              | Perde titoli WBA e IBF; Per i titoli WBC, Lineare, e titolo vacante IBO                                                   |
| 40 | Pareggio  | 36-3-1      | Lennox Lewis         | SD   | 12            | 13 marzo 1999     | Madison Square Garden, New York USA              | Difende titoli WBA e IBF; Per i titoli WBC e Lineare dei pesi massimi                                                     |
| 39 | Vittoria  | 36-3        | Vaughn Bean          | UD   | 12            | 19 settembre 1998 | Georgia Dome, Atlanta, USA                       | Difende titoli WBA e IBF                                                                                                  |
| 38 | Vittoria  | 35-3        | Michael Moorer       | RTD  | 8 (12), 3:00  | 8 novembre 1997   | Thomas & Mack Center, Paradise, USA              | Difende titolo WBA; Vince titolo IBF dei pesi massimi                                                                     |
| 37 | Vittoria  | 34-3        | Mike Tyson           | DQ   | 3 (12), 3:00  | 28 giugno 1997    | MGM Grand Garden Arena, Paradise, USA            | Difende titolo WBA Tyson squalificato per morsi                                                                           |
| 36 | Vittoria  | 33-3        | Mike Tyson           | TKO  | 11 (12), 0:37 | 9 novembre 1996   | MGM Grand Garden Arena, Paradise, USA            | Vince titolo WBA dei pesi massimi                                                                                         |
| 35 | Vittoria  | 32-3        | Bobby Czyz           | RTD  | 5 (10), 3:00  | 10 maggio 1996    | Madison Square Garden, New York, USA             | |
| 34 | Sconfitta | 31-3        | Riddick Bowe         | TKO  | 8 (12), 0:58  | 4 novembre 1995   | Caesars Palace, Paradise, USA                    | |
| 33 | Vittoria  | 31-2        | Ray Mercer           | UD   | 10            | 20 maggio 1995    | Convention Hall, Atlantic City, USA              | |
| 32 | Sconfitta | 30-2        | Michael Moorer       | MD   | 12            | 22 aprile 1994    | Caesars Palace, Paradise, USA                    | Perde titoli WBA, IBF, e Lineare                                                                                          |
| 31 | Vittoria  | 30-1        | Riddick Bowe         | MD   | 12            | 6 novembre 1993   | Caesars Palace, Paradise, USA                    | Vince titoli WBA, IBF, e Lineare dei pesi massimi                                                                         |
| 30 | Vittoria  | 29-1        | Alex Stewart         | UD   | 12            | 26 giugno 1993    | Convention Hall, Atlantic City, USA              | |
| 29 | Sconfitta | 28-1        | Riddick Bowe         | UD   | 12            | 13 novembre 1992  | Thomas & Mack Center, Paradise, USA              | Perde titoli WBA, WBC, IBF, e Lineare                                                                                     |
| 28 | Vittoria  | 28-0        | Larry Holmes         | UD   | 12            | 19 giugno 1992    | Caesars Palace, Paradise, USA                    | Difende titoli WBA, WBC, IBF, e Lineare                                                                                   |
| 27 | Vittoria  | 27-0        | Bert Cooper          | TKO  | 7 (12), 2:58  | 23 novembre 1991  | Omni Coliseum, Atlanta, Georgia, USA             | Difende titoli WBA, WBC, IBF, e Lineare                                                                                   |
| 26 | Vittoria  | 26-0        | George Foreman       | UD   | 12            | 19 aprile 1991    | Convention Hall, Atlantic City, USA              | Difende titoli WBA, WBC, IBF, e Lineare dei pesi massimi                                                                  |
| 25 | Vittoria  | 25-0        | Buster Douglas       | KO   | 3 (12), 1:10  | 25 ottobre 1990   | The Mirage, Paradise, USA                        | Vince titoli WBA, WBC, IBF, e Lineare dei pesi massimi                                                                    |
| 24 | Vittoria  | 24-0        | Seamus McDonagh      | TKO  | 4 (12), 0:44  | 1 giugno 1990     | Convention Hall, Atlantic City, USA              | Difende titolo WBC Continental Americas dei pesi massimi                                                                  |
| 23 | Vittoria  | 23-0        | Alex Stewart         | TKO  | 8 (12), 2:51  | 4 novembre 1989   | Trump Plaza Hotel and Casino, Atlantic City, USA | Difende titolo WBC Continental Americas dei pesi massimi                                                                  |
| 22 | Vittoria  | 22-0        | Adílson Rodrigues    | KO   | 2 (12), 1:29  | 15 luglio 1989    | Caesars Tahoe, Stateline, USA                    | Difende titolo WBC Continental Americas dei pesi massimi                                                                  |
| 21 | Vittoria  | 21-0        | Michael Dokes        | TKO  | 10 (12), 1:41 | 11 marzo 1989     | Caesars Palace, Paradise, USA                    | Vince titolo WBC Continental Americas dei pesi massimi                                                                    |
| 20 | Vittoria  | 20-0        | Pinklon Thomas       | RTD  | 7 (10), 3:00  | 9 dicembre 1988   | Convention Hall, Atlantic City, USA              | |
| 19 | Vittoria  | 19-0        | James Tillis         | RTD  | 5 (10), 3:00  | 15 luglio 1988    | Caesars Tahoe, Stateline, USA                    | |
| 18 | Vittoria  | 18-0        | Carlos de León       | TKO  | 8 (12), 1:08  | 9 aprile 1988     | Caesars Palace, Paradise, USA                    | Difende titoli WBA e IBF Cruiserweight; Vince titolo WBC Cruiserweight e Lineare Cruiserweight                            |
| 17 | Vittoria  | 17-0        | Dwight Muhammad Qawi | KO   | 4 (15), 2:30  | 5 dicembre 1987   | Convention Hall, Atlantic City, USA              | Difende titoli WBA e IBF Cruiserweight                                                                                    |
| 16 | Vittoria  | 16-0        | Ossie Ocasio         | TKO  | 11 (15), 1:24 | 15 agosto 1987    | Parking du Nouveau Port, Saint-Tropez, Francia   | Difende titoli WBA e IBF Cruiserweight                                                                                    |
| 15 | Vittoria  | 15-0        | Ricky Parkey         | TKO  | 3 (15), 2:44  | 15 maggio 1987    | Caesars Palace, Paradise, USA                    | Difende titolo WBA Cruiserweight; Vince titolo IBF Cruiserweight                                                          |
| 14 | Vittoria  | 14-0        | Henry Tillman        | TKO  | 7 (15), 1:43  | 14 febbraio 1987  | Bally's, Reno, USA                               | Difende titolo WBA Cruiserweight                                                                                          |
| 13 | Vittoria  | 13-0        | Mike Brothers        | TKO  | 3 (10)        | 8 dicembre 1986   | Parigi, Francia                                  | |
| 12 | Vittoria  | 12-0        | Dwight Muhammad Qawi | SD   | 15            | 12 luglio 1986    | Omni Coliseum, Atlanta, USA                      | Vince titolo WBA Cruiserweight                                                                                            |
| 11 | Vittoria  | 11-0        | Terry Mims           | KO   | 5 (10), 1:12  | 28 maggio 1986    | Metairie USA                                     | |
| 10 | Vittoria  | 10-0        | Jesse Shelby         | KO   | 3 (10)        | 6 aprile 1986     | Corpus Christi, USA                              | |
| 9  | Vittoria  | 9-0         | Chisanda Mutti       | TKO  | 3 (10), 1:37  | 1 maggio 1986     | Host Resort, Lancaster, USA                      | |
| 8  | Vittoria  | 8-0         | Anthony Davis        | TKO  | 4 (10), 1:31  | 21 dicembre 1985  | Pavilion Convention Center, Virginia Beach, USA  | |
| 7  | Vittoria  | 7-0         | Jeff Meachem         | TKO  | 5 (8), 1:02   | 30 ottobre 1985   | Broadway by the Bay Theater, Atlantic City, USA  | |
| 6  | Vittoria  | 6-0         | Rick Myers           | TKO  | 1 (8), 3:00   | 29 agosto 1985    | Omni Coliseum, Atlanta, USA                      | |
| 5  | Vittoria  | 5-0         | Tyrone Booze         | UD   | 8             | 20 giugno 1985    | Scope, Norfolk, USA                              | |
| 4  | Vittoria  | 4-0         | Mark Rivera          | TKO  | 2 (8), 2:46   | 20 aprile 1985    | Memorial Coliseum, Corpus Christi, USA           | |
| 3  | Vittoria  | 3-0         | Fred Brown           | TKO  | 1 (6), 1:56   | 13 marzo 1985     | Scope, Norfolk, USA                              | |
| 2  | Vittoria  | 2-0         | Eric Winbush         | UD   | 6             | 20 giugno 1985    | Broadway by the Bay Theater, Atlantic City, USA  | |
| 1  | Vittoria  | 1-0         | Lionel Byarm         | UD   | 6             | 15 novembre 1984  | Madison Square Garden, New York, USA             | |

## Filmografia
- Willy, il principe di Bel-Air - serie televisiva, episodio 1x15 - se stesso (1990)
- Campioni di guai (Necessary Roughness) , regia di Stan Dragoti (1991)
- S.O.S. Summer of Sam - Panico a New York (Summer of Sam), regia di Spike Lee (1999)
- Arturo (Arthur), regia di Jason Winer (2011)
- Il grande match (Grudge Match), regia di Peter Segal (2013)
- Creed II, regia di Steven Caple Jr. (2018)
- NCIS: Los Angeles - serie TV, episodio 11x17 (2020)